# 雲鼠屬
雲鼠屬（Phloeomys），哺乳綱、囓齒目、鼠科的一屬，而與雲鼠屬（雲鼠）同科的動物尚有猴足鼠屬（猴足鼠）、芒鼠屬（窪地芒鼠）、溝齒澤鼠屬（溝齒澤鼠）、弗洛雷斯長鼻鼠屬（弗洛雷斯長鼻鼠）等之數種哺乳動物。

## 下属物种
本属包括以下物种：
- Phloeomys cumingi (Waterhouse, 1839)
- 白雲鼠 Phloeomys pallidus Nehring, 1890